# Výbuch chemické továrny v provincii Ťi-lin
Výbuch chemické továrny v provincii Ťi-lin byla ekologická katastrofa zůsobená výbuchem v petrochemické továrně společnosti Jilin Petrochemical Corporation v provincii Ťi-lin v Číně dne 13. listopadu 2005. Výbuch vedl k úniku přibližně 100 tun benzenu a podobných toxických látek. Při výbuchu zemřelo šest lidí a kolem 10 000 obyvatel muselo být evakuováno.

## Exploze
Příčina výbuchu byla původně stanovena dva dny po výbuchu: v místě nehody se nacházela nitrační jednotka pro zařízení na výrobu anilinu. Věž T-102 byla zaseknutá a nebylo s ní správně manipulováno. Výbuch byl tak silný, že roztříštil okna ve vzdálenosti nejméně 100 až 200 metrů; nejméně 70 lidí bylo zraněno a 6 jich zahynulo. Brzy ráno 14. listopadu byly požáry konečně uhašeny. Evakuovalo se přes 10 000 lidí z obavy před dalšími výbuchy a škodlivými chemikáliemi.

## Znečištění vod
Exploze továrny vážně zamořila řeku Song-chua. Do řeky se dostalo 100 tun znečištěného odpadu, jako je benzen nebo nitrobenzen. Tyto látky můžou způsobit vážná onemocnění.
Na řece Amur se vytvořila 80 km dlouhá toxická skvrna, v níž byla v jednu chvíli zaznamenána hladina benzenu 108krát vyšší, než jsou národní bezpečnostní limity. Skvrna nejprve prošla po řece Sungari (Song-chua) několika okresy a městy provincie Ťi-lin, včetně Sung-jüan; poté pokračovala do sousední provincie Chej-lung-ťiang, přičemž jedním z prvních postižených míst byl Charbin, což je jedno z největších čínských měst. Poté, co prošla východní polovinou provincie Chej-lung-ťiang včetně města Ťia-mu-si, se vlévala do řeky Amur v ústí řeky Song-chua na hranicích mezi Čínou a Ruskem.

#### Provincie Ťi-lin
Již 13. listopadu byla uzavřena vodárna ve městě Ťi-lin, což je městská prefektura ve stejnojmenné provincii Ťi-lin. Dne 15. listopadu město Sung-jüan přestalo využívat vodu z řeky Song-chua, dodávky vody byly 18. listopadu částečně zastaveny a obnovily se dne 23. listopadu.

##### Provincie Chej-lung-ťiang
21. listopadu oznámila městská správa Charbinu, že 22. listopadu budou na čtyři dny zastaveny dodávky vody z důvodu údržby, ačkoliv si obyvatelé hlavního města provincie Chej-lung-ťiang stěžovali, že v některých částech města byla voda odstavena ještě před oznámením. Bylo také nařízeno uzavřít všechny lázně a myčky aut. K tomu všemu se ještě rozšířily fámy o blížícím se zemětřesení, což mohla být příčina oné neznámé odstávky. Jiné fámy ovšem tvrdily, že teroristé otrávili městské vodovody. Zpráva o přerušení dodávek vody vyvolala v supermarketech panické nákupy vody a potravin, zatímco lístky na vlak a letenky z oblasti byly vyprodány. Obyvatelé Charbinu byli poté, co se na březích řeky Song-chua objevily mrtvé ryby, ještě víc znepokojeni a panika se o to víc prohloubila.
Později téhož dne vydala městská vláda další oznámení, v němž tentokrát uvedla skutečný důvod přerušení vody. Čtyřdenní odstávka byla odložena na půlnoc 24. listopadu. Od 9 do 20 hodin 23. listopadu se dodávka vody dočasně obnovila, aby si lidé mohli udělat zásobu vody, protože ona skvrna ještě nedosáhla města. Odpoledne téhož dne se v Charbinu na týden uzavřely školy, obyvatelé začali dostávat vodu z hasičských vozů a zahájila se dobrovolná evakuace.
Charbin nebyl ale jediným postiženým městem. Skvrna prošla i městem Ťia-mu-s', které je však víc závislé na podzemních zdrojích vody, tudíž nebylo nutné přerušit dodávku vody. Přesto 2. prosince Ťia-mu-s' uzavřelo svou vodárnu č. 7, která městu dodává až 70 % vody.
Dodávky vody v Charbinu byly obnoveny večer 27. listopadu, což bylo 14 dní od exploze.

##### Dopad znečištěných vod na obyvatele
Přestože výbuch způsobil vystěhování více než 10 000 lidí, uplynulo přibližně deset dní, než se zpráva dostala k veřejnosti. Obyvatelé Charbinu (hlavní město provincie Chej-lung-ťiang nacházející se po proudu řeky s téměř čtyřmi miliony obyvatel) byli informováni, že se pouze pozastavuje distribuce vody k běžné údržby vodovodů. I přesto, že obyvatelé byli do jisté míry nedůvěřiví, rybáři pokračovali v rybaření a lidé stále vodu používali k pití, zatímco úniklé chemické látky nadále migrovaly po proudu řeky Song-chua směrem k řece Amur, k hranicím s Ruskem.